# Philipp Wirth

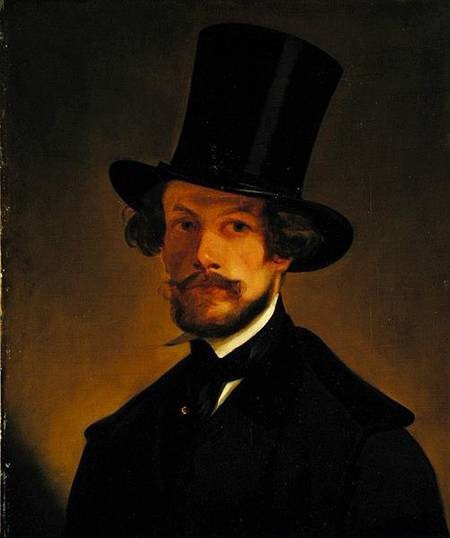
Philipp Wirth (1808–1878) Selbst-Portrait ca. 1845

Philipp Wirth (* 7. Juli 1808 in Miltenberg; † 18. Dezember 1878 ebenda) war ein deutscher Maler und Fotograf. Er war in den dreißiger und vierziger Jahren des 19. Jahrhunderts ein in Unterfranken und Würzburg bekannter und geschätzter Porträtist und Landschaftsmaler, der mit vielen Zeitgenossen das Schicksal des Vergessenwerdens teilte, bis er 1918 von den Kunsthistorikern Gustav Pauli und Karl Lilienfeld wiederentdeckt wurde.

## Leben
Der Sohn des Miltenberger Ratsschultheißen und Chronisten Michael Josef Wirth (* 11. August 1775; † 15. Mai 1864) ließ bereits als Schüler eine deutliche künstlerische Begabung erkennen, die durch Carl Gottlieb Horstig (1763 – 1835) früh gefördert wurde. Systematischen Zeichenunterricht erhielt Philipp Wirth 1822 bis 1826 bei Sebastian Hesselbach in Würzburg und 1827 bis 1829 als Kunststudent an der Münchner Akademie. Bei Aufenthalten in Wien und in den Ostalpen (1829 bis 1834) sowie in London (1834/1835) rundete er seine Studien zur Porträt- und Landschaftsmalerei ab. Zwischen 1835 und 1843 entfaltete Philipp Wirth eine rege Tätigkeit als Porträtist in Miltenberg, Wertheim, Aschaffenburg und Würzburg. Von seinem Œuvre aus dieser Schaffensperiode sind jedoch nur wenige Werke erhalten; vor allem in Würzburg und Aschaffenburg gingen während des Zweiten Weltkrieges viele Bilder verloren.
Aus nicht mehr rekonstruierbaren Gründen verließ der tüchtige Porträtmaler Wirth im November 1843 Würzburg und Unterfranken, um sich nach Paris zu begeben und dort längere Zeit der Kunst zu widmen (Würzburger Abendblatt vom 15. November 1843). Ohne die möglicherweise erhoffte Neuorientierung kehrte Wirth bereits nach wenigen Monaten krank und in depressivem Zustand ins väterliche Haus am Marktplatz in Miltenberg zurück und wandte sich zwischen 1849 und 1851 der kurz zuvor durch Louis Daguerre und William Henry Fox Talbot entwickelten Fotografie zu: gemeinsam mit seinem Bruder Franz Joseph betrieb er in Miltenberg ein fotografisches Atelier.
Nach dem Scheitern des Fotoatelierprojektes verschlechterten sich Philipp Wirths persönliche und finanziellen Verhältnisse zusehends: er wurde zum Kostgänger des Bischoffischen Fonds und konnte ab 1877 nicht mehr für sich selber sorgen. Völlig verarmt starb er am 18. Dezember 1878 im Städtischen Hospital in Miltenberg.
Das Museum der Stadt Miltenberg am Schnatterloch stellt in zwei der vier Galerieräume Werke des Künstlers vor.